# 서라벌문화회관
서라벌문화회관은 경상북도 경주시 사정동에 있는 6,568m2 크기의 종합 예술 시설이다.
2010년 11월 6일 시내 북쪽의 황성동에 경주예술의전당이 개장하기 전까지는 경주 시내권 유일의 공연장이었다.

## 역사
1979년 5월 21일 서라벌문화회관이 개관하였다. 이 시설은 경주시 최초의 공연 및 전시 전용 공간으로서, 지역 문화예술 활동의 중심지 역할을 하였다. 1985년 12월 20일에는 전시실이 증축되어 시각예술 전시 기능이 확대되었고, 1994년 9월 12일에는 회랑(복도)이 증축되어 관람 동선이 개선되었다. 1996년 9월 25일에는 사무실이 증축되면서 회관의 운영 및 행정 기능이 강화되었다.
2001년 8월 1일에는 여성복지회관과 기능이 통합되어 문화·복지 복합시설로 성격이 확장되었으며, 2003년 8월 20일에는 전면적인 보수 및 리모델링 공사가 시행되어 현대적인 공연 환경이 조성되었다.
2021년 11월 30일에는 기존 전시실이 "경북음악창작소"로 용도 변경되면서, 창작 중심의 문화공간으로 기능이 재편되었다.

## 용도
- 주소 : 경상북도 경주시 금성로 236 (사정동 1-26)
- 부지면적 : 6,568m2
- 건물연면적 : 2,230m2 (지하1층, 지상2층-1동)
- 건물구조 : 철근콘크리트, 토기와

## 내부
- 대강당
- 소강당
- 전시실

## 부대 시설
- 화랑·분장실 (180m2)
- 귀빈실 (62m2)
- 조명·영사실 (32m2)
- 로비 (237m2)
- 사무실 (67m2)
- 화장실·창고 (251m2)